# В горах моє серце (фільм, 1967)
«В горах моє серце» — радянський короткометражний художній фільм 1967 року за мотивами однойменного оповідання Вільяма Сарояна. Студентська робота Рустама Хамдамова, Ірини Кисельової та оператора Володимира Дьяконова. Фільм став дебютом Хамдамова як режисера. У фільмі на екрані вперше з'явилася Олена Соловей, тоді ще студентка. В СРСР фільм не виходив в прокат і не був показаний по телебаченню, крім того — з фільмотеки ВДІКу був викрадений негатив картини, залишилися тільки її копії. Фільм стилізований під німе кіно початку XX століття. Він йде цілком під акомпанемент фортепіано, репліки персонажів озвучуються закадровим голосом читця, а також з'являються у вигляді написів.

## Сюжет
Початок XX століття. У невеликому містечку з'являється літній чоловік у пальто і капелюсі, під пахвою в нього труба, на якій він час від часу грає. Дівчина, яка прогулюється містом, і хлопчик на прізвисько Опудало просять пана зіграти ще й цікавляться, хто він. Той відповідає, що він — відомий актор Джаспер Мак-Грегор, і просить хлопчика подати йому склянку води. З балкона їхню розмову чують батько і бабуся хлопчика, які запрошують актора до себе поснідати. Господар будинку — «один з найбільших невідомих поетів світу», він бідний і посилає Опудало в крамницю пана Козака, щоб попросити продуктів в кредит. Козак спочатку відмовляється в черговий раз надавати кредит, проте потім поступається і дає хлопчикові хліба, сиру і пляшку вина. Виходить чарівна донька господаря, Козак нарікає, що вона не хоче стояти за прилавком. Опудало приносить продукти додому. Поет, бабуся, Опудало і Мак-Грегор снідають. Опудало грає на банджо. Бабуся розповідає про те, як в молодості вона, будучи оперною співачкою, об'їздила весь світ і переодягалася в самі різні костюми. Вона навіть наважується і зараз показатися Мак-Грегору в якомусь екзотичному вбранні. Щоб віддячити господарям, актор дістає трубу і грає «пісню, яка змусить ваше серце тріпотіти від горя і радості». Люди виходять з будинків, щоб послухати музику.

## У ролях
- В'ячеслав Кулешов — Опудало
- Олександр Костомолоцький — Джаспер Мак-Грегор
- Сергій Годзі — поет
- Петро Рєпнін — булочник Козак
- Олена Соловей — дочка Козака
- Рустам Хамдамов — тапер
- Алла Боброва — Роза
- Людмила Назарова — бабуся Опудала

## Знімальна група
- Режисери: Рустам Хамдамов, Ірина Кисельова
- Оператор: Володимир Дьяконов
- Художник-постановник: Ольга Кравченя
- Текст читає Ірина Карташова
- Фортепіано: В. Чекін, Л. Назарова